# Geert Ollieuz
Geert Ollieuz (Oostende, 25 juni 1960) is een Vlaams auteur.

## Opleiding en loopbaan
Ollieuz werd geboren met een fysieke beperking die arthrogryposis heet. Hij volgde zijn opleiding op verschillende scholen, waaronder het Dominiek Savio Instituut in Gits. Daarnaast ging hij naar de Sint-Lodewijkschool in Conterdam, het Onze-Lieve-Vrouwecollege in Oostende en het Atheneum Stene. Tevens volgde hij een cursus tot toeristische gids bij de Lange Nelle Gidsenkring Oostende.
Ollieuz heeft gewerkt bij de NMBS, de PTT, de RTT en Oostenderadio. Op 1 juli 2020 ging hij met pensioen om medische redenen.

## Publicaties
Ollieuz heeft meerdere boeken geschreven waarin hij de Oostendse heemkunde verweeft met fictieve avonturen:
- Kroniek van het Hazegras: werk dat de geschiedenis van de Oostendse wijk Hazegras belicht.
- Getoont syn kloek ghewelt: biografie over de Oostendse kaper Jacob Besage.
- De Ring van Atlantis: avonturenroman die geschiedkundige weetjes over zeevaart, piraterij en Oostende bevat.[2]
- Het Goud van de Koning: moordmysterie dat zich afspeelt tijdens de Belle époque, begint in Oostende en leidt tot diep in Afrika.[3]

## Stripinitiatieven
Ollieuz is de oprichter en voorzitter van de Oostendse stripvereniging De Lustige Kapoentjes. Met deze vereniging organiseert hij onder andere de Oostendse Boekenbeurs, een beurs gericht op boeken van Oostendse auteurs of auteurs die een band met de badstad hebben. Hij organiseert tevens stripbeurzen in Oostende, reikt prijzen uit zoals de Gouden Wullok, een trofee voor veelbelovende striptekenaars, en was de initiatiefnemer achter het Nero-album De Roesjhoart, de eerste Nero-strip in het Oostends dialect, waarvoor hij samenwerkte met vertaler Roland Desnerck en tekenaar Dirk Stallaert.
Ollieuz heeft tentoonstellingen georganiseerd in Oostende en Oostkamp die de werken van Marc Sleen in de schijnwerpers zetten.

## Figurantenrollen
Ollieuz figureerde in tv-feuilletons zoals F.C. De Kampioenen, Recht op Recht, Niet voor publikatie, Windkracht 10, De Bende van Jan De Lichte, Red Light, Beau Séjour en Onder Vuur.
In de film Hazegras, geregisseerd door Nicolas Daenens en geproduceerd door KleinVerhaal, speelde Ollieuz een rol als een van de 25 wijkbewoners die voor de camera verschenen.
- Gemeinsame Normdatei: 1256454265
- Virtual International Authority File: 16165263923810190457